# Janet Grogan

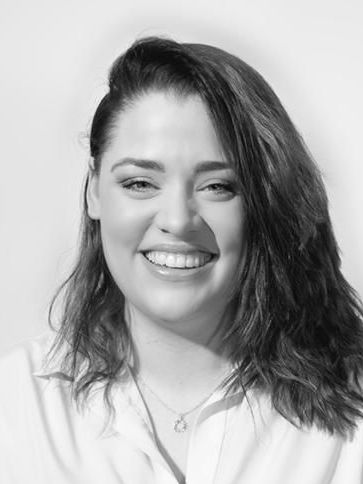
Janet Grogan (2022)

Janet Grogan (* 1988 in Dublin, Irland) ist eine irische Sängerin und Songschreiberin.

## Leben
Janet Grogan schreibt die Besonderheit ihrer Gesangsstimme einer bei ihrer Geburt im Jahr 1988 eingetretenen Komplikation zu. Dabei seien ihre Stimmbänder verletzt worden, wodurch ihre Stimme schon als Baby einen rauen und tiefen Klang erhalten habe. Ihre musikalische Prägung erhielt sie unter anderem durch die elterliche Schallplattensammlung mit einer großen Zahl von Interpreten des Soul und R&B. Mit 14 Jahren sang sie erstmals vor Publikum, mit 18 wurde sie nach einer erfolgreichen Aufnahmeprüfung an der Ballyfermot „Rock School“ aufgenommen, die sie 2008 abschloss.
Grogan studierte 2009/2010 mit einem Stipendium als Austauschstudierende Popmusikdesign an der Popakademie in Mannheim in Baden-Württemberg. Hier spezialisierte sie sich auf Pop- und Jazzgesang, Songwriting und Klavier. Das Studium an der Popakademie brachte ihr Kontakte zu Musikern und Autoren wie Chris Barron von den Spin Doctors oder den für Westlife und Carrie Underwood arbeitenden Pelle Nylén. Ein von ihr geschriebener Song wurde 2009 in das Album des im Ergebnis der 8. Popstars-Staffel entstandenen Pop-Duos Some & Any aufgenommen.
Bekannt wurde Janet Grogan als weibliche Stimme des Liedes Alles kann besser werden von Xavier Naidoo, das sich in Deutschland (Platz 6, 34 Wochen), Österreich (Platz 16, 26 Wochen) und der Schweiz (Platz 28, 26 Wochen) in den Charts platzieren konnte.
Sie komponierte das Lied zusammen mit Milan Martelli, Matthew Tasa und Xavier Naidoo.
2014 und 2016 nahm sie an der Castingshow The X Factor UK teil. Sie war auch als Backgroundsängerin für Irland bei Eurovision Song Contest 2016 und 2018 tätig.
Janet Grogan bewarb sich mit dem Lied Ashes of Yesterday für die Teilnahme am Eurovision Song Contest 2022, konnte bei der irischen Vorentscheidung beim Eurovision 2022 Late Late Show Special jedoch nur den zweiten Platz erreichen. Sie nahm daher nicht am Eurovision Song Contest teil.